# Astrea (genre)
Genre
Astrea est un genre de coraux durs de la famille des Merulinidae.

## Liste d'espèces
Selon World Register of Marine Species (7 juillet 2015), le genre Astrea comprend les espèces suivantes :
- Astrea annuligera Milne Edwards & Haime, 1849
- Astrea curta Dana, 1846
- Astrea devantieri Veron, 2000
- Astrea rotulosa Ellis & Solander, 1786
- Astrea guettardi Defrance, 1826) †
- Astrea turonensis Michelin, 1847) †